# Gary Kubiak
Pour les articles homonymes, voir Kubiak.
(en) Statistiques sur pro-football-reference
Gary Wayne Kubiak, né le 15 août 1961 à Houston, est un joueur américain de football américain devenu entraîneur. 
Quarterback remplaçant de John Elway aux Broncos de Denver de 1983 à 1991, il participe à trois Super Bowls depuis le banc de touche. Après la fin de sa carrière, il devient entraîneur et commence avec Texas A&M. Il devient entraîneur des quarterbacks des 49ers de San Francisco en 1994 avec qui il remporte le Super Bowl. La saison suivante, il suit Mike Shanahan aux Broncos de Denver où il devient coordinateur offensif. 
En 2006, il accepte le poste d'entraîneur principal pour les Texans de Houston. En 2015, il signe avec les Broncos de Denver avec qui il remporte le Super Bowl 50 en 2015, mais quitte l'équipe après la saison 2016 pour des raisons de santé. Après deux saisons en dehors du terrain, il rejoint le personnel d'entraîneurs des Vikings du Minnesota en 2019.